# Michael E. Briant
Michael Elouises Briant (Bournemouth, 14 februari 1942) is een Engelse filmregisseur. In Nederland regisseerde hij onder meer de series Spijkerhoek en Vrienden voor het leven.

## Werk
- Doctor Who (1971-1977)
- Blakes 7 (1978)
- Secret Army (1978-1979)
- Breakaway (1980)
- One by One (1985)
- Way Howards (1987)
- Spijkerhoek (1989-1990)
- Vrienden voor het leven (1990)
- Jansen, Jansen (1996)